# Őry Csaba
Őry Csaba György (Budapest, 1952. május 12. –) magyar jogász, szociológus, szakszervezeti vezető, politikus, országgyűlési és EP-képviselő.

## Tanulmányai
1973-ban felvették az Eötvös Loránd Tudományegyetem ELTE Állam- és Jogtudományi Karára, ahol 1978-ban szerzett jogi doktorátust.

## Tudományos pályafutása
Diplomájának megszerzése után négy évig szabadfoglalkozású szociológusként dolgozott, majd 1982 és 1983 között a Szolgáltatásfejlesztési Kutatóintézet munkatársa volt. Ezután került a Magyar Tudományos Akadémia Szociológiai Kutatóintézetébe, melynek tudományos segédmunkatársa lett. Ezen kívül 1984-től az ELTE-n szociálpolitikát és magyar társadalomtörténetet tanított. A Szociológiai Kutatóintézetből 1989-ben, az ELTE-ről 1992-ben távozott, de utóbbiban még 1994 és 1998 között ismét tanított.
1988-ban a Tudományos Dolgozók Demokratikus Szakszervezete egyik kezdeményezője volt, az országos választmány, ill. az ügyvivő bizottság tagja is volt, majd 1990-től annak szóvivőjeként is tevékenykedett.
Kutatási területe: a magyar szociálpolitika története.

## Közéleti pályafutása

### Szakszervezetek
1988 és 1993 között a LIGA szakszervezetek ügyvivője és alelnöke volt, majd 1994-ben a szervezet elnökévé választották. 1989-ben részt vett az Ellenzéki Kerekasztal tárgyalásokon a LIGA képviselőjeként. Elnöki posztjáról 1994-ben lemondott, mivel a Fidesz parlamenti szakértője lett.

### Fidesz
1996 óta a párt tagja. 1997 és 1998 között a Fidesz munkaügyi és foglalkoztatáspolitikai műhelyének vezetője volt. 1998 és 2004 között a  FIDESZ Budapesti Választmányának tagja, majd 2005 és 2009 Országos Választmányi tag volt.

### Országgyűlési képviselőként
Az 1998-as országgyűlési választáson Zugló egyik felét magába foglaló Budapest 21. számú egyéni választókerületből szerzett mandátumot, és 2004-ig a parlament tagja maradt. Ezalatt az idő alatt kétszer is a Foglalkoztatási és Munkaügyi Bizottság alelnöke volt (1998; 2002-2004), továbbá 1998 és 2002 között szlovák-magyar vegyes bizottság szociális albizottságának elnökeként is dolgozott. 2002 és 2004 között az Interparlamentáris Unió, magyar-vietnami-kambodzsai-laoszi  tagozatának elnöke volt. 1998 és 2002 között a Magyar Állandó Értekezlet egészségügyi, szociális és foglalkoztatási bizottságának elnöke volt. A 2002-es országgyűlési választáson pártja budapesti területi listájáról szerzett mandátumot. A ciklusban a foglalkoztatási és munkaügyi bizottság alelnöke volt.

### Kormányzati szerepvállalásai
Az Orbán-kormányban Harrach Péter politikai államtitkára volt a Szociális és Családügyi Minisztériumban, majd 2000 és 2002 között a Miniszterelnöki Hivatalban dolgozott a társadalompolitika, ill. a gazdaságpolitikai referatúrát irányító politikai államtitkárként. 1998 és 2002 között a magyar kormány képviselője volt a Nemzetközi Munkaügyi Szervezetben.

### A Nemzetközi Munkaügyi Szervezetben betöltött szerepei
1998 és 2000 között az ILO Igazgatótanácsi tagja, és az ILO Igazgatótanácsának Ágazati és Technikai Konferenciák és Kapcsolódó Ügyek Bizottságának elnöke volt. Továbbá 1999-ben az ILO Konferencia Határozati Bizottságának elnöke volt.

### Az Európai Parlament tagjaként
2003 és 2004 között a Magyar Köztársaság megfigyelője volt az Európai Parlamentben. A 2004-2009-es ciklus folyamán a Foglalkoztatási és Szociális Bizottság Európai Néppárt-Európai Demokraták (ENP-ED) frakciójának helyettes koordinátora volt. Emellett részt vett Délkelet-Ázsia országaival és a Délkelet-ázsiai Nemzetek Szövetségével (ASEAN) fenntartott kapcsolatokért felelős küldöttség és az EU-Macedónia volt Jugoszláv Köztársaság Parlamenti Vegyes Bizottságba delegált küldöttség munkájában is. Továbbá 2009-ig a Fejlesztési Bizottság póttagja volt. 2010-ig az ENP-ED Munkástagozatának elnöki és szóvivői tisztét töltötte be. 2009-től Foglalkoztatási és Szociális Bizottság ENP koordinátora, illetve, az EU-Kazahsztán, EU-Kirgizisztán, EU-Üzbegisztán Parlamenti Együttműködési Bizottságokba delegált küldöttség és a Tádzsikisztánnal, Türkmenisztánnal és Mongóliával fenntartott kapcsolatokért felelős küldöttség tagja. Második parlamenti ciklusa során a Fejlesztési Bizottság és a Délkelet-Ázsia országaival és a Délkelet-ázsiai Nemzetek Szövetségével (ASEAN) fenntartott kapcsolatokért felelős küldöttség póttagja. Parlamenti mandátumát a 2014-es választásig viselte.
2015-től Kambodzsába is akkreditált vietnami magyar nagykövet.
2006-ban a szociális- és foglalkoztatáspolitika területén kifejtett munkásságáért elnyerte az "Év legjobb képviselője"-díjat (MEP Award 2006, Parliament Magazine).

## Családja
Nős, házasságából két leánygyermeke született.

## Művei
- Az érdekvédelmi szerveződések helyzete Magyarországon; MTA PTI, Bp., 1997 (Politikatudományi füzetek)